# What Makes a Woman
What Makes a Woman è un singolo promozionale della cantante statunitense Katy Perry, pubblicato il 20 agosto 2020 e incluso nel sesto album in studio Smile.

## Descrizione
A giugno 2020, durante un'intervista con la stazione radiofonica libanese NRJ Lebanon, Katy Perry ha affermato che What Makes a Woman è dedicata alla figlia nascitura: «La mia speranza per mia figlia è che i suoi sogni e le sue aspirazioni non abbiano mai limiti, e che possa cambiare idea ogni volta che se la senta. Può provare tutto quello che vuole per trovare la sua strada. Per questo penso che questa canzone sia importante sia per me che per lei».

## Video musicale
Il videoclip del brano è stato pubblicato sul canale YouTube in concomitanza con la sua commercializzazione. Intitolato "acoustic video", vede la cantante esibirsi su un palco accompagnata da musicisti e coristi.

## Tracce
Testi e musiche di Katy Perry, Johan Carlsson, John Ryan, Jacob Kasher Hindlin e Sarah Hudson.
1. What Makes a Woman – 2:11

## Formazione
Musicisti
- Katy Perry – voce
- Johan Carlsson – programmazione, chitarra acustica, shaker, sintetizzatore, chitarra elettrica
- Elvira Anderfjärd – cori, programmazione, chitarra elettrica, organo, basso, batteria
- John Ryan – chitarra elettrica

Produzione
- Johan Carlsson – produzione, produzione vocale
- Elvira Anderfjärd – co-produzione
- Peter Karlsson – produzione vocale
- Sam Holland – ingegneria del suono
- Cory Bice – ingegneria del suono
- Jeremy Lertolo – ingegneria del suono
- John Hanes – missaggio
- Dave Kutch – mastering